# Tobes (Asturias)
Tobes es una aldea y una parroquia del concejo asturiano de Peñamellera Baja. Ubicada en su ladera centro-occidental, a la orilla derecha del río Cares en su tramo final antes de juntarse con el Deva, tiene una extensión de 10,39 km² y una población (INE, 2023) de 91 habitantes, que se reparten entre los pueblos de:
- Bores (24 hab.)
  - La Serna (4 hab.)
- Robriguero (59 hab.)
  - Lles (15 hab.)
- Tobes (8 hab.)